# Матија Губец (филм)
Матија Губец је југословенски филм из 1919. године. Режирао га је Александар Аца Бинички а сценарио је написала Марија Јурић Загорка по делу Аугуста Шеное.

## Улоге
| Глумац           | Улога        |
| ---------------- | ------------ |
| Иво Бадалић      |              |
| Игњат Борстник   |              |
| Аугуст Цилић     |              |
| Јосип Павић      |              |
| Боривој Рашковић | Матија Губец |
| Фрања Сотошек    |              |
| Нина Вавра       |              |